# Loxostege praecultalis
Loxostege praecultalis là một loài bướm đêm trong họ Crambidae.